# Списак основних школа у Смедереву
На територији града Смедерева налази се следеће основне школе:
| Основна школа                    | Адреса                | Година оснивања   | Ранији назив                                                                                     |
| -------------------------------- | --------------------- | ----------------- | ------------------------------------------------------------------------------------------------ |
| ОШ „Вожд Карађорђе”              | Водањ бб              | 1869.             | „Божидар Радовић Уча”                                                                            |
| ОШ „Доситеј Обрадовић”           | Михајла Аврамовића 1  | 1871.             | —                                                                                                |
| ОШ „Светитељ Сава”               | Друговац бб           | 1863.             | —                                                                                                |
| ОШ „Илија Милосављевић Коларац”  | Коларчева бб          | 1804.             | —                                                                                                |
| ОШ „Вук Караџић”                 | Вука Караџића 1       | 1854.             | —                                                                                                |
| ОШ „Бранко Радичевић”            | Бориса Кидрича 4      | 1865.             | —                                                                                                |
| ОШ „Ђура Јакшић”                 | Мала Крсна бб         | 1889.             | —                                                                                                |
| ОШ „Сава Ковачевић”              | Црногорска 2          | 1854.             | —                                                                                                |
| ОШ „Херој Срба”                  | Кнез Михајла бб       | 1830.             | —                                                                                                |
| ОШ „Иво Андрић”                  | Спасоја Пејановића бб | 1841.             | —                                                                                                |
| ОШ „Херој Света Младеновић”      | Сараорци бб           | 1836.             | —                                                                                                |
| ОШ „Иво Лола Рибар”              | Маршала Тита 109      | 1862.             | —                                                                                                |
| ОШ „Бранислав Нушић”             | Балканска 31          | 18. мај 1973.     | —                                                                                                |
| ОШ „Бранко Радичевић”            | Црвене армије 142     | 1946.             | „1. основна школа, срез подунавски, округ београдски, Смедерево, одељење Годомин” · ОШ „Годомин” |
| ОШ „Димитрије Давидовић”         | Анте Протића 3        | 1806.             | —                                                                                                |
| ОШ „Доситеј Обрадовић”           | Ђуре Даничића 84      | 1946.             | —                                                                                                |
| ОШ „Јован Јовановић Змај”        | 17. октобра 40        | 1868.             | „Нова школа” · Осмогодишња школа „Jован Jовановић Змај”                                          |
| ОШ „Др Јован Цвијић”             | Јована Цвијића 9      | 12. октобар 1959. | —                                                                                                |
| ОШ „Свети Сава”                  | Металуршка бб         | 2009.             | —                                                                                                |
| Музичка школа „Коста Манојловић” | Милоша Великог 8      | 1937.             | Градска музичка школа · Државна музичка школа · Нижа музичка школа                               |